# 마르셀 슈멜처
마르셀 슈멜처(Marcel Schmelzer, 1988년 1월 22일, 작센안할트주 마그데부르크 ~)는 독일의 은퇴한 축구 선수로, 독일 분데스리가의 보루시아 도르트문트에서 풀백으로 활약한 원클럽맨이다. 그는 독일 축구 국가대표팀 일원이기도 했다.

## 클럽 경력
슈멜처는 2008년 8월 9일, 보루시아 도르트문트에서 로트바이스 에센과의 DFB-포칼 경기에서 데뷔전을 치렀다. 그의 리그 데뷔전은 그 바로 다음주에 있었으며, 그는 바이어 04 레버쿠젠과의 경기에서 20분을 남겨두고 교체 출전하였고, 팀은 3-2로 승리하였다. 슈멜처는 2010-11 시즌 전 경기를 풀타임으로 소화하고, 우승에 큰 공을 세워 최고의 한 해를 보냈다.

## 국가대표 경력
슈멜처는 2009년 UEFA U-21 챔피언쉽을 위해 차출되어, 주전으로 기용되지는 않았지만, 자주 출장하였다. 그는 잉글랜드전에서 마지막 5분을 남겨놓고 교체출전하였고, 독일은 잉글랜드에 4-0으로 승리하였다.

## 수상

### 클럽
보루시아 도르트문트
- UEFA 챔피언스리그

준우승: 2012–13
- 분데스리가

우승: 2010-11, 2011-12
- DFB 포칼

우승: 2011-12
- 독일 슈퍼컵

우승: 2013

### 국가대표팀
독일 축구 국가대표팀
- UEFA U-21 챔피언쉽: 2009

## 같이 보기
- 원클럽맨 명단